# Saas-Balen
Saas-Balen (walsertyska: Saas-Balu) är en kommun och ort i distriktet Visp i kantonen Valais, Schweiz. Kommunen har 362 invånare (2023).